# هوراس بیگین
هوراس بیگین (انگلیسی: Horace Biggin؛ 27 May 1897 – ۱۹۸۴ (۸۶−۸۷ سال)) بازیکن فوتبال بود.